# Liste der Kulturdenkmäler in Speicher (Eifel)
In der Liste der Kulturdenkmäler in Speicher sind alle Kulturdenkmäler der rheinland-pfälzischen Stadt Speicher aufgeführt. Grundlage ist die Denkmalliste des Landes Rheinland-Pfalz (Stand: 27. Juni 2022).

## Denkmalzonen
| Bezeichnung                    | Lage                                      | Baujahr                    | Beschreibung | Bild                           |
| ------------------------------ | ----------------------------------------- | -------------------------- | --- | ------------------------------ |
| Denkmalzone Bahnhofstraße      | Bahnhofstraße 47–53, Jacobsstraße 57 Lage | 1920 bis 1930              | vier villenartige Wohnhäuser mit Mansarddächern (Bahnhofstraße) und ehemaliges Rathaus, zwischen 1920 und 1930, alle mit Vorgärten mit originaler Einfriedung; (Nr. 49 und 51 historisierend, Nr. 47 und 53 unter Einfluss der Reformarchitektur) | weitere Bilder Fotos hochladen |
| Denkmalzone Maarstraße         | Maarstraße 14–18 (gerade Nummern) Lage    | Mitte des 19. Jahrhunderts | gut erhaltener Abschnitt einer längeren Zeile, erbaut in der Mitte des 19. Jahrhunderts, charakteristisch für die Bebauung an den Ortskernrändern                                                                                                 | Fotos hochladen                |
| Denkmalzone Jüdischer Friedhof | Staudengraben Lage                        | Ende des 19. Jahrhunderts  | an einem Hang über dem Kylltal gelegenes umfriedetes Areal mit einem älteren und sechs Grabsteinen um 1920 | BW                             |

## Einzeldenkmäler
| Bezeichnung                                           | Lage                                           | Baujahr                    | Beschreibung | Bild                                    |
| ----------------------------------------------------- | ---------------------------------------------- | -------------------------- | --- | --------------------------------------- |
| Gasthof                                               | Bahnhofstraße 47 Lage                          | um 1920/30                 | stattlicher Mansardwalmdachbau, Reformarchitektur, barockisierende Motive, um 1920/30 | Fotos hochladen                         |
| Quereinhaus                                           | Görgenecken 2 Lage                             | 1823                       | Quereinhaus, bezeichnet 1823 und 1843 | Fotos hochladen                         |
| Portal                                                | Jacobsstraße, an Nr. 17 Lage                   | Mitte des 18. Jahrhunderts | Oberlichtportal, Mitte des 18. Jahrhunderts | Fotos hochladen                         |
| Heimatmuseum                                          | Jacobsstraße 57 Lage                           | um 1920/30                 | ehemaliges Rathaus; breit gelagerter Walmdachbau, Reformarchitektur, barockisierende Motive, um 1920/30 | Fotos hochladen                         |
| Friedhofskreuz                                        | Kapellenstraße, auf dem Friedhof Lage          | 1848                       | Friedhofskreuz, 1848 | Fotos hochladen                         |
| Friedhofskreuz                                        | Kapellenstraße, vor der Friedhofsmauer Lage    | 1598                       | Schaftkreuz, bezeichnet 1598 | weitere Bilder Fotos hochladen          |
| Wegekreuz                                             | Kapellenstraße, gegenüber dem Friedhof Lage    | 1773                       | Nischenkreuz, Rokokoornamente, bezeichnet 1773 | weitere Bilder Fotos hochladen          |
| Wegekreuz                                             | Kapellenstraße, östlich des Friedhofs Lage     | 1836                       | ehemaliges Schaftkreuz (?), bezeichnet 1836, eventuell älter | weitere Bilder Fotos hochladen          |
| Wegekreuz                                             | Kapellenstraße, östlich des Friedhofs Lage     | 1598                       | Schaftkreuz, bezeichnet 1598 | Fotos hochladen                         |
| Wegekreuz                                             | Kastanienallee, bei Nr. 45a Lage               | 1776                       | barockes Schaftkreuz, 1776 | BW                                      |
| Katholische Pfarrkirche St. Philippus und St. Jakobus | Kirchstraße 8 Lage                             | 1895/96                    | neugotische dreischiffige Hallenkirche mit monumentaler Eingangsfassade, 1895/96, Architekt Diözesanbaumeister Wirtz, Trier; mit Ausstattung | weitere Bilder Fotos hochladen          |
| Wohnhaus                                              | Merscheider Weg 5 Lage                         | 1904                       | Wohnhaus, Bossenquaderbau, Neurenaissance-Motive, bezeichnet 1904 | Fotos hochladen                         |
| Commeshof                                             | nördlich des Ortes Lage                        | 1845                       | Hofanlage, 1845, mehrmals erweitert, 1944 teilweise zerstört und wiederaufgebaut; dreiachsiges ehemaliges Wohnhaus, 1860, übrige Gebäude in ihrer heutigen Erscheinung teilweise von 1845, unterkellerte Gartenterrassen; Kapelle mit romanisierendem Portal, 1858                     | weitere Bilder Fotos hochladen          |
| Laymühle                                              | nördlich des Ortes Lage                        | frühes 19. Jahrhundert     | Quereinhaus, aufwändige Anlagen zur Wasserführung, frühes 19. Jahrhundert; Quader mit Wappen der Grafen von Kesselstatt, bezeichnet 1822 | Fotos hochladen                         |
| Wegekreuz                                             | nördlich des Ortes am Fußweg nach Philippsheim | 1788                       | Wundmale-Balkenkreuz, bezeichnet 1788 | Direkt Bild zu diesem Denkmal hochladen |
| Kreuzkapelle                                          | nordöstlich des Ortes an der L 39 Lage         | 1777                       | Putzbau mit Dachreiter, bezeichnet 1777; in der Südwand Kreuzigungsgruppe; an der Ostwand Bildstock 1893, Christus-Relief älter; Schaftkreuz, bezeichnet 1756 und 1893 (Renovierung)                                                                                                   | weitere Bilder Fotos hochladen          |
| Bildchenkapelle                                       | östlich des Ortes im Wald Lage                 | 1877                       | Putzbau, neugotischer Eingang, bezeichnet 1877 | weitere Bilder Fotos hochladen          |
| Wegekreuz                                             | östlich des Ortes Lage                         | 1767                       | Schaftkreuz, bezeichnet 1767 | weitere Bilder Fotos hochladen          |
| Speichermühle                                         | westlich des Ortes im Kylltal Lage             | 1752                       | Hauptgebäude bezeichnet 1752, Umbau und Erweiterung bezeichnet 1794; viergeschossiges Ölmühlengebäude, Mitte des 19. Jahrhunderts, Aufstockung 1888; Wirtschaftsgebäude bezeichnet 1818, im Kern wohl aus dem 16. oder 17. Jahrhundert; Kapelle bezeichnet 1700; bauliche Gesamtanlage | weitere Bilder Fotos hochladen          |
| Wegekreuz                                             | westlich des Ortes im Kylltal Lage             | 1878                       | Balkenkreuz, bezeichnet 1878 | Fotos hochladen                         |
| Bahnhof Speicher                                      | südwestlich des Ortes (Bahnhof 3 und 5) Lage   | um 1870                    | Bahnhof der Eifelbahn, Empfangsgebäude (Bahnhof 5) an der Kyllbrücke, malerischer Rotsandsteinbau; südlich schlichteres Bahnbedienstetenhaus (Bahnhof 3) mit Nebengebäude und ehemaliger Güterhalle, um 1870                                                                           | weitere Bilder Fotos hochladen          |
| Wegekreuz                                             | südwestlich des Ortes am Kyllhang Lage         | 16. Jahrhundert            | Nischenkreuz, wohl aus dem 16. Jahrhundert | BW                                      |